# وسام أوستفولك
ميدالية أوستفولك ( (بالألمانية: Ostvolkmedaille) ) أو وسام الجدارة والاستحقاق لأعضاء الشعوب الشرقية ( (بالألمانية: Tapferkeits und Verdienstauszeichnung für Ostvölker) وسام عسكري وشبه عسكري في ألمانيا النازية، منح لأفراد سابقون من الاتحاد السوفياتي (Ostvolk باللغة الألمانية، حرفيا «الشعب الشرقي»). 
تميزت الميدالية بنجمة مثمنة (ثمانية رؤوس) بنمط نبات في المركز. كان الصف الأول بقطر 48 مم، يمكن وصله بالقماش بواسطة دبوس وقفل. كان الصف الثاني بقطر 40 مم وارتدى على شريط بعرض 32 مم. كانت للجائزة فئتان:
- الدرجة الأولى - من الذهب أو الفضة
- الدرجة الثانية - من الذهب أو الفضة أو البرونز

كان هناك نسختان: بالسيوف، للشجاعة، أو بدون، للجدارة.

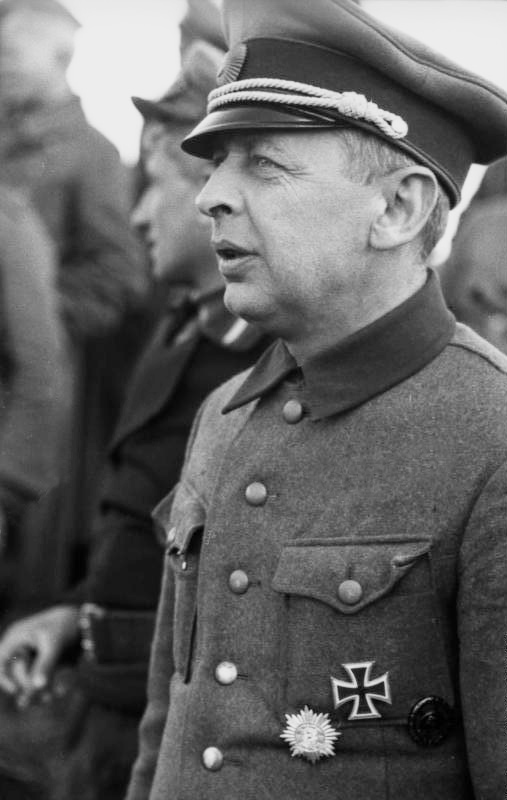
يرتدي برونيسلاف كامينسكي الدرجة الأولى من الجائزة على لباسه أدنا يسار الصليب الحديدي

- أخضر بخطوط حمراء (الدرجة الثانية باللون الذهبي)
- أخضر بخطوط بيضاء (الدرجة الثانية باللون الفضي)
- الأخضر (الدرجة الثانية من البرونز)

## الطبقات
| وسام الشجاعة والاستحقاق لأعضاء الشعوب الشرقية | وسام الشجاعة والاستحقاق لأعضاء الشعوب الشرقية | وسام الشجاعة والاستحقاق لأعضاء الشعوب الشرقية | وسام الشجاعة والاستحقاق لأعضاء الشعوب الشرقية | وسام الشجاعة والاستحقاق لأعضاء الشعوب الشرقية | وسام الشجاعة والاستحقاق لأعضاء الشعوب الشرقية      | وسام الشجاعة والاستحقاق لأعضاء الشعوب الشرقية | وسام الشجاعة والاستحقاق لأعضاء الشعوب الشرقية |
|                                               |                                               | I. الدرجة                                     | I. الدرجة                                     | II. صف دراسي                                  | II. صف دراسي                                       | II. صف دراسي                                  |                                               |
| ... في الذهب                                  | ... بالفضة                                    | ... في الذهب                                  | ... بالفضة                                    | ... بالبرونز                                  |                                                    |                                               |                                               |
| --------------------------------------------- | --------------------------------------------- | --------------------------------------------- | --------------------------------------------- | --------------------------------------------- | -------------------------------------------------- | --------------------------------------------- | --------------------------------------------- |
|                                               |                                               |                                               |                                               |                                               | رو: Просьба за изготовлением и перемещеним картиу! |                                               |                                               |
| شريط الشريط                                   | بالسيوف                                       |                                               |                                               |                                               |                                                    |                                               |                                               |
| شريط الشريط                                   | بدون . .                                      |                                               |                                               |                                               |                                                    |                                               |                                               |